# Aiguille de l'Évêque
L'Aiguille de l'Évêque (3.258 m s.l.m.) è una cima del versante italiano del Monte Bianco.
È situata sulla cresta Sud delle Grandes Jorasses, precedendo l'Aiguille de Tronchey. Tra queste due cime è collocato il bivacco Mario Jachia, di proprietà della Società Guide Alpine di Courmayeur. La vetta è di esplorazione recente e l'accesso è alpinistico.